# Tarnon
Il Tarnon è un fiume francese che scorre nel dipartimento del Lozère.
È un affluente del Tarn, alla riva sinistra, quindi un subaffluente della Garonna.

## Geografia
Lungo 38,9 km, il Tarnon nasce sul massiccio del Monte Aigoual, nel comune di Bassurels (dipartimento del Lozère) nel parco nazionale delle Cevenne, a 1055  metri d'altitudine, presso i percorsi delle grande randonnée GR7 e GR67.
Il Tarnon scorre globalmente da sud verso nord, e confluisce nel Tarn a valle di Florac, a 542 metri d'altitudine.
Esso separa il Causse Méjean dalle Cevenne.

### Comuni e cantoni attraversati
Nel solo dipartimento del Lozère, il Tarnon attraversa i cinque comuni seguentei, da monte verso valle: Bassurels (sorgente), Rousses, Vebron, Saint-Laurent-de-Trèves, Florac (confluenza).
In termini di cantoni: il Cantone di Le Collet-de-Dèze (sorgente) e il cantone di Florac (confluenza), il tutto nell'arrondissement di Florac.

### Bacino idrografico
Il Tarnon attraversa sei zone idrografiche per una superficie di 262 km2. Questo bacino è costituito per il 95,36 % da foreste e ambienti semi-naturali, per il 3,87% di territori agricoli, per lo 0,48% da territoriri artificializzati.